# Стара Станиця (Старостаничне сільське поселення)
Стара Станиця — хутір, адміністративний центр Старостаничного сільського поселення Кам'янського району Ростовської області.
Населення — 8508 осіб (2010 рік).

## Історія
Козацький Кам'янський городок було засновано з 1671 року на Сіверському Дінці при впливі Малої Кам'янки.
Низинна місцевість теперішньої Старої Станиці для Кам'янської станиці було третім переміщенням.
Після повені 1805 року мешканці Кам'янської станиці звернулися до уряду про дозвіл на четверте переселення на високий правий берег Дінця. Після російсько-французької війни 1812 року у 1817 році мешканцям Кам'янської станиці дозволили облаштуватися на високому правому березі Дінця. Стару Кам'янську станицю було перейменовано на Стару станицю.
Кам'янська станиця у 1927 перейменована більшовиками на місто Каменское, а у 1929 на місто Каменськ-Шахтинський.
У листопаді 1993 року до складу Старої Станиці увійшов колишній хутір Скородумовка.

## Географія
Стара Станиця розташована на лівому березі Сіверського Дінця при впадінні у нього його притоки річки Глибокої; на північ від міста Каменськ-Шахтинський.

### Вулиці
| - вул. 2-я Садовая, - вул. 40 років Перемоги, - вул. 50 років Перемоги, - вул. Блінова, - вул. Більшовицька, - вул. Будьонного, - вул. Вешенська, - вул. Вишнева, - вул. Східна, - вул. Гагаріна, - вул. Донська, - вул. Еланська, - вул. Залізнична, - вул. Заповіти Ілліча, - вул. Зоряна, - вул. Казанська, - вул. Кірова, - вул. Комарова, - вул. Космонавтів, - вул. Червоноармійська, - вул. Червоне Знамено, - вул. Курська, - вул. Кутузова, | - вул. Лебедина, - вул. Леніна, - вул. Ломоносова, - вул. Лугова, - вул. Мигулинська, - вул. Миру, - вул. Жовтнева, - вул. Паркова, - вул. Пушкіна, - вул. Садова, - вул. Свердлова, - вул. Соснова, - вул. Будівельників, - вул. Суворова, - вул. Театральна, - вул. Фабрична, - вул. Чайковського, - вул. Чапаєва, - вул. Чехова, - вул. Чкалова, - вул. Шевченка, - вул. Шолохова, - вул. Щаденко, | - пров. 2-й Зелений, - пров. Верхній, - пров. Веселий, - пров. Гірський, - пров. Донецький, - пров. Зелений, - пров. Кінопрокатний, - пров. Комсомольський, - пров. Молодіжний, - пров. Монтажний, - пров. Новоселий, - пров. Яружний, - пров. Партизанський, - пров. Піщаний, - пров. Поштовий, - пров. Ставковий, - пров. Джерельний, - пров. Світлий, - пров. Транспортний, - пров. Шкільний. |

## Господарство
В хуторі розташована компанія «Престиж-Холдинг», що виробляє лакофарбові матеріали, в тому числі фарби, що випускаються під брендом «Престиж» й «Козачка».

## Пам'ятки
- Діє храм Миколи Чудотворця.
- У 2015 році поруч з парком «Лога» споруджено православний храм Преподобного Сергія Радонезького.
- Ландшафтний парк «Лога».

Фотогалерея
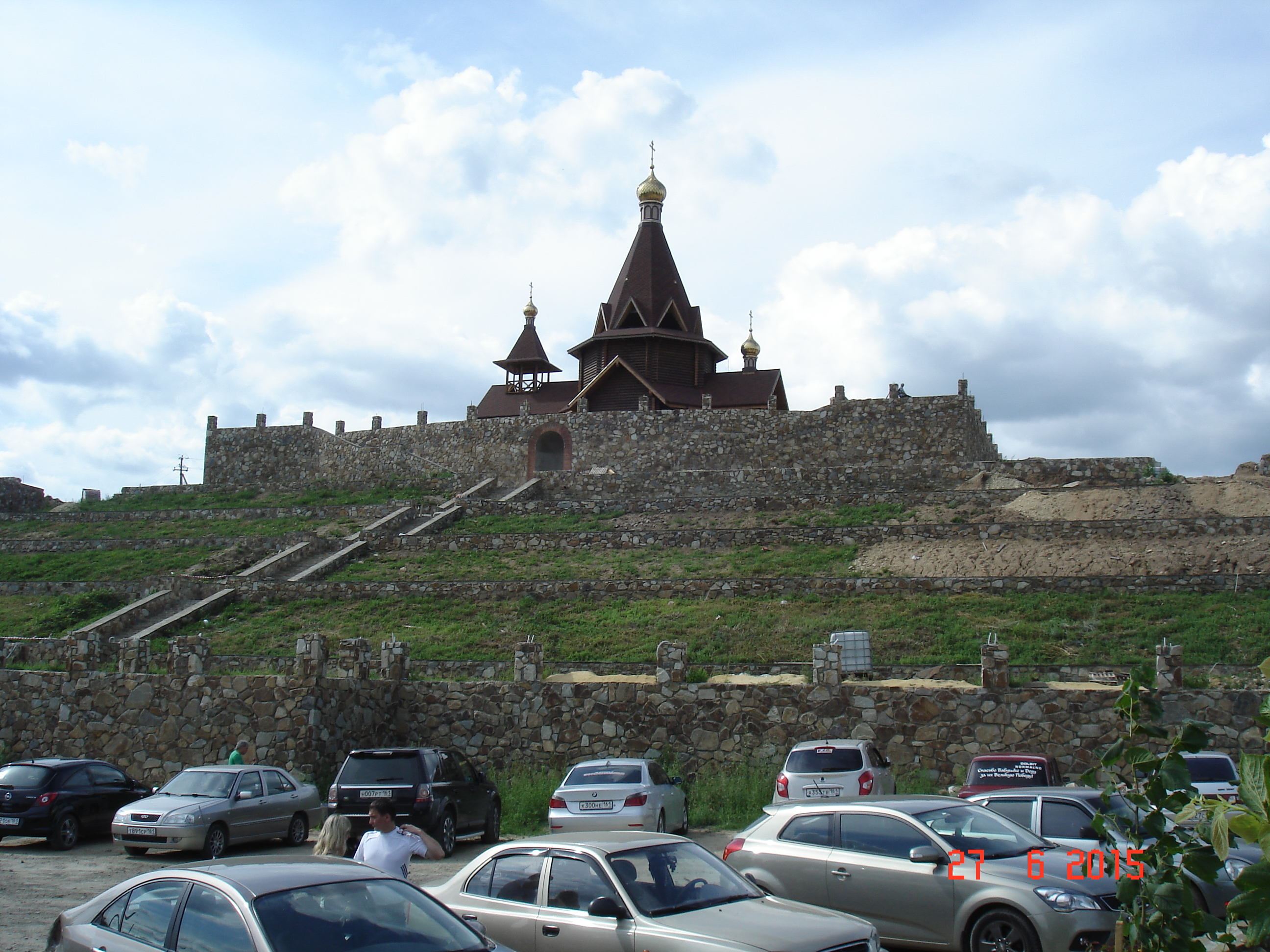
Храм Преподобного Сергія Радонезького
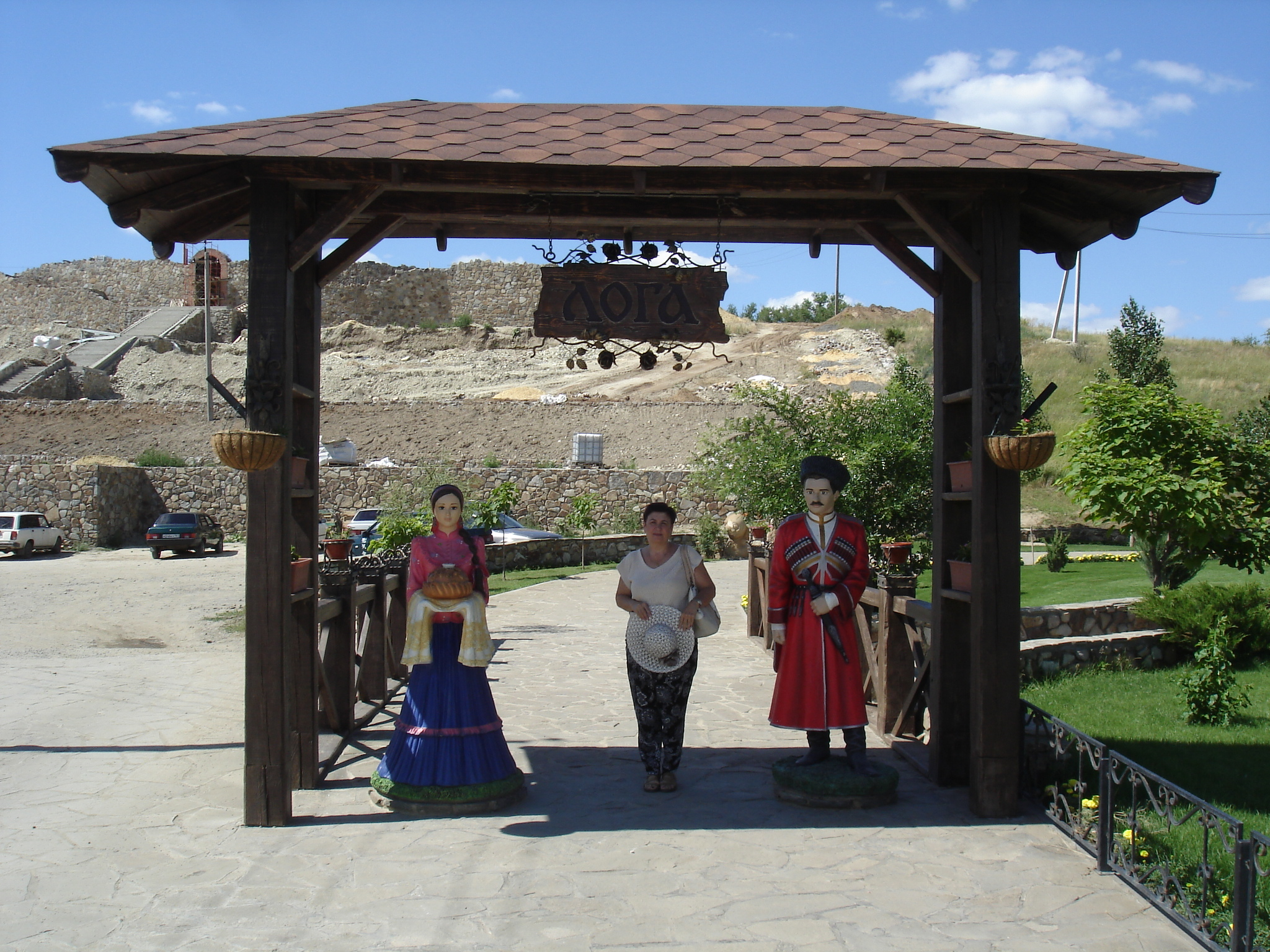
Дерев'яні вхідні ворота в парк «Лога»

## Відомі уродженці і жителі
- Блінов, Микита Павлович (1914—1942) — радянський офіцер, учасник Великої Вітчизняної війни, майстер танкового бою, Герой Радянського Союзу.